# Révolution financière britannique
La révolution financière britannique marque un ensemble de créations et d'améliorations d'outils financiers en Angleterre au début du XVIIIe siècle. Elle est pour de nombreux historiens, dont François Crouzet ou Fernand Braudel, qui la fait commencer dès 1694, l'une des explications de la précocité de la révolution industrielle au Royaume-Uni, grâce à la multiplication de sources de financement destinées à des objectifs précis : Bourse, banques commerciales, assureurs, emprunts publics et maritimes.
Favorisée par l'arrivée des Hollandais et des huguenots de la Glorieuse Révolution de 1688, elle est accélérée par les menaces de débarquement des jacobites, aidés par la France.
La première étape en est la création, en 1694, de la première vraie banque centrale au monde, la Banque d'Angleterre, socle d'un réseau de banques commerciales, et pivot d'une politique d'emprunts publics, contrôlée par le Parlement, avec des emprunts spécifiques à chaque usage, comme les Navy bills, qui permettent l'explosion du nombre de navires de la Royal Navy, ou l'aménagement sur fonds publics des voies navigables. C'est aussi le premier temps fort de l'histoire des bourses de valeurs.

## La création de la Banque d’Angleterre, levier des banques commerciales

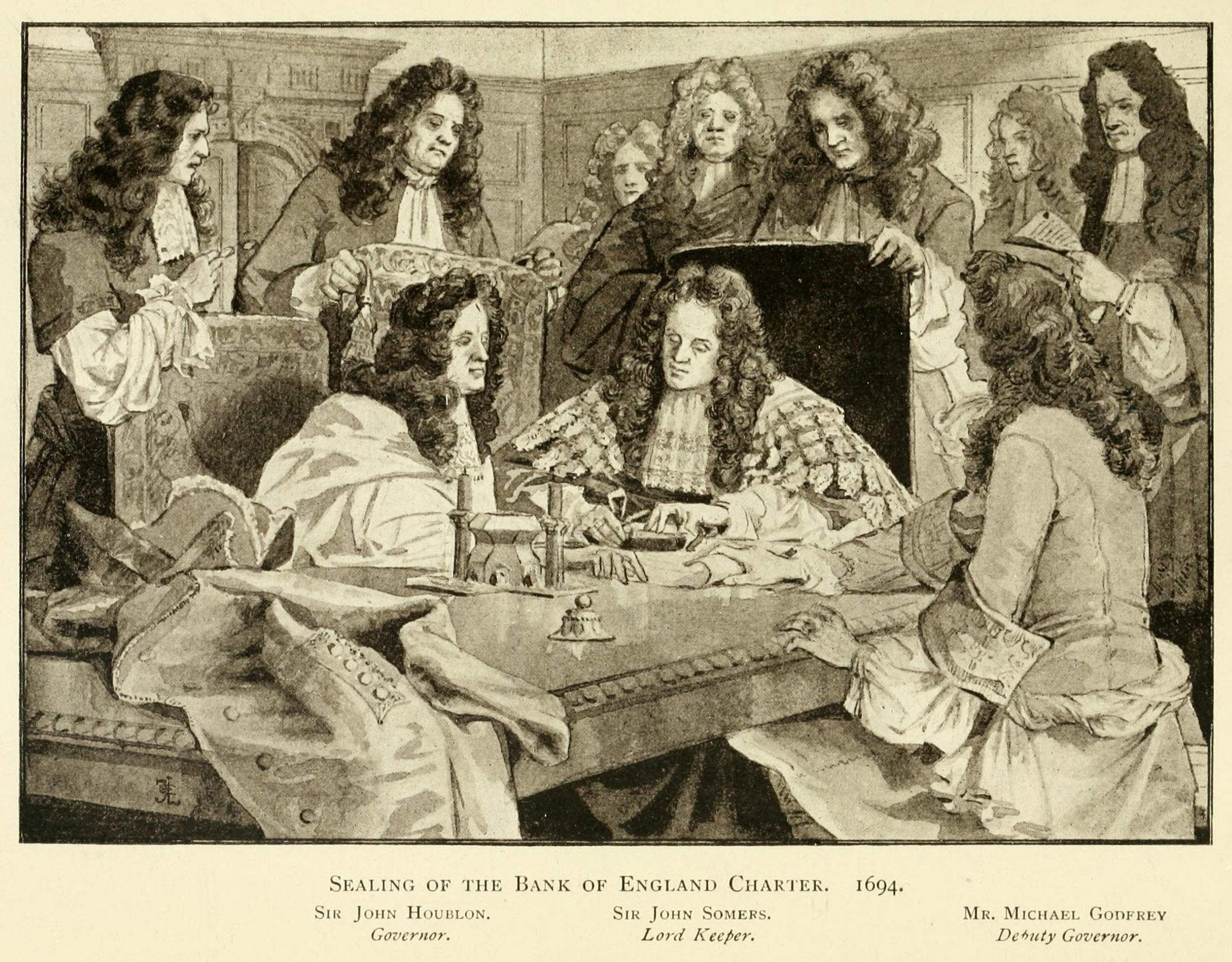
Sealing of the Bank of England Charter (1694), Lady Jane Lindsay, 1905. L'apposition du sceau de la charte de la Banque d’Angleterre en 1694.

La Banque d'Angleterre, créée en 1694, devient la première des grandes banques d'émission. Quasiment à la même époque, la Banque de Stockholm, ou Rigsbank, a été la première à émettre de véritables billets de banque, mais son importance économique est restée alors fort limitée. La Banque d'Amsterdam, née en 1609, centralisait les virements commerciaux en Europe et mettait en circulation des certificats représentatifs des dépôts qui lui étaient confiés, proches des billets de banque. Mais elle n'escomptait pas régulièrement les effets de commerce. La Banque d’Angleterre effectue cet escompte et facilite aussi le développement d’un réseau de banques commerciales régionales, modestes mais nombreuses, en étant là pour prêter « en dernier ressort ». Elle devint « l'instrument indispensable du capitalisme marchand anglais », estime Elizabeth Tuttle dans un chapitre consacré à la « Révolution financière britannique » de son ouvrage Les Îles Britanniques à l'âge moderne (1996). En France, le système des rentes constituées font office de crédit.
La Banque d'Angleterre, dont le capital était fixé primitivement à 1,2 million de livres sterling, le voit s'élever en 1697 à 2,2 millions de livres puis en 1710 à 5,56 millions de livres.
Les chercheurs Douglass North et Barry Weingast ont, dans un article célèbre, attribué l'essor du crédit public en Angleterre au XVIIIe siècle à l’établissement d’une monarchie de type parlementaire, les droits de propriété des créanciers se voyant enfin défendus par le parlement contre l’arbitraire du souverain.
En province, les country banks (banques de comté) sont une douzaine dès 1750, puis 120 en 1784 et 290 aux environs de 1797, tandis que les banques privées de Londres sont 73 en 1807 et une centaine en 1820. Ces banquiers improvisés viennent le plus souvent de toutes les professions, avec des bonnetiers, des tisserands, des exploitants de mines des Cornouailles, des brasseurs, des meuniers ou des commerçants en fer, relate l’historien Fernand Braudel (Civilisation matérielle et capitalisme, p. 761) en observant qu’à « chaque crise, la Banque d’Angleterre a joué son rôle de prêteur en dernier ressort », par exemple lors de la grande panique de 1745.
Le système bancaire écossais est particulièrement solide, grâce à sa chambre de compensation sélective, qui permettra à de nombreuses banques d'éviter de prendre les papiers de l'Ayr Bank, seules huit petites banques familiales étant entraînées dans sa faillite en 1772. La création en 1810 de la Commercial Bank of Scotland sous forme de société par actions est imité par d'autres et l'Écosse compte en 1845 19 banques opérant 363 agences à travers l'Écosse, soit une pour 6 600 habitants contre 9 405 en Angleterre et une pour 16 000 aux États-Unis.

## Les emprunts publics: par le Parlement, pour la Navy

Pavillon de la Royal Navy (White Ensign).

L'aspect le plus important de la "Révolution financière" britannique fut la création et l'accroissement d'une dette publique de plus en plus considérable, qui était étayée par une lourde fiscalité (principalement indirecte). La Banque d'Angleterre fait partie des premiers créanciers de l'État. Le budget de la nation est placé sous le contrôle du Parlement, qui garantit les emprunts publics, à la demande d'autres créanciers importants, les marchands hollandais. Ceux-ci demandent une autre garantie, la « parlementarisation » des biens de la Couronne. L'Angleterre utilise alors les instruments financiers expérimentés depuis trois-quarts de siècle dans la nouvelle république des Pays-Bas. Entre 1688 et 1702, la dette publique britannique est passée de 1 à 16,4 millions de livres. Entre 1702 et 1714, elle triple pour atteindre 48 millions de sterling, dont la majeure partie correspond aux dettes de la Marine. En 1766 la dette atteint 133 millions de sterling. L'écrivain Daniel Defoe, auteur de Robinson Crusoé, fustige les Hollandais qui multiplient les astuces pour placer la dette publique anglaise: loteries, obligations sur la marine, ou emprunts convertibles en actions, qui inspirent en France le système de Law.
La taille de la Royal Navy augmente rapidement, financée par des emprunts d'État votés par le Parlement, les Navy bills. En 1702, la Navy compte déjà 272 vaisseaux, soit 77 % de plus que sous Cromwell. En 1815, c'était 919. Les arsenaux sont plus nombreux, plus vastes, pour accueillir des bateaux plus nombreux et les structures spécifiques comme les cales sèches (bassin asséché dans lequel on peut effectuer des réparations) répondent aux besoins de vaisseaux plus grands.
L'historien Patrick O'Brien estime que la Royal Navy fut l'un des facteurs de la révolution industrielle britannique, parce qu'elle a favorisé l'innovation technique, protégé le commerce anglais et affaibli celui d'une partie de ses concurrents tout au long du XVIIIe siècle, même si la France a profité de ces taxes élevées dans l'Empire britannique pour devenir le premier producteur mondial de sucre dès 1720.

## Les chantiers navals financés par une fiscalité agressive
Un impôt foncier de 20 % est institué dès 1692, qui vise à affaiblir l'aristocratie terrienne proche des rois catholiques, dont une partie s'est exilée, les réfugiés jacobites en France. Leurs terres sont progressivement confisquées. En 1694, le Parlement crée une taxe sur les alcools rapportant 140 000 livres sterling par an, selon Elizabeth Tuttle (Les Îles Britanniques à l'âge moderne, 1485-1783, page 169), qui déprime le marché du rhum, et incite les distilleurs de Nouvelle-Angleterre à préférer les fournisseurs des Antilles françaises. Les victimes sont l'aristocratie terrienne de Jamaïque et de Barbade, elle aussi historiquement proche des rois catholiques.
Les produits coloniaux sont les premiers touchés par la fiscalité. De 1688 à 1713, en 25 ans, les impôts passent de 3 % à 9 % du PIB britannique. Les dépenses augmentent encore plus: la dette publique est multipliée par 36 et la Royal Navy prospère. Le traité d'Utrecht consacre l'Angleterre comme la première puissance maritime, alors qu'elle est encore deux fois et demie moins peuplée que la France. Près d'un quart du produit de l'impôt anglais sera affecté à la "Navy", qui sait tenir à distance les Jacobites des colonies, comme elle l'avait fait lors de la Première Révolution anglaise et la suivante. L'alourdissement de la fiscalité contribue en 1710 et 1715 à la colère manifestée lors des émeutes de Sacheverell.
Le superviseur de la Navy entre 1692 et 1699, Edmund Dummer, rationalise la construction navale, en imposant des formats standards, visés par le Parlement, pour rendre interchangeables les bateaux et leurs composants, une meilleure gestion de l'espace et le recours accru aux plans. Il utilise les innovations d'ingénieurs comme Thomas Savery mais en refuse certaines. C'est sous sa direction que les chantiers navals de cale sèche de Portsmouth et Plymouth se développent, la valeur du premier étant triplée en dix ans. Le Board of Ordnance vérifie les contrats d'approvisionnement, en se targuant d'impartialité, dans une politique d'aménagement du territoire et de soutien à l'industrie.
Cet investissement fut d'abord payant : après la guerre de la Ligue d'Augsbourg (1689-1697), le traité d'Utrecht de 1713 met fin à la guerre de Succession d'Espagne (1702-1713) grâce à la victoire britannique sur les mers. Suivent 27 ans de paix, avant que ne débute en 1740, la guerre de Succession d'Autriche(1740-1748), puis en 1756 la guerre de Sept Ans (1756-1763), avec une nouvelle victoire maritime britannique, mais au prix de dissidences croissantes dans ses colonies d'Amérique du Nord, où l'excès de fiscalité finit par déclencher peu après la guerre d'indépendance (1776-1784).

## Les nouvelles taxes dirigées contre les Jacobites des colonies

La Rose blanche de York, symbole des Jacobites.

La Royal Navy surveille la perception d'impôts indirects plus élevés qu'avant, en particulier sur les produits tropicaux comme le sucre et la mélasse des Antilles. Mécontents, les planteurs soulignent que le sucre français arrive par le port de Dunkerque quasiment net de taxes. Déjà en 1685, le relèvement des taxes sur les sucres raffinés, décidé par un parlement souhaitant éviter le renforcement des pouvoirs jacobites aux Antilles avait provoqué leur colère.
La procédure du Writ of Assistance, créée sous Cromwell, facilite cette lourde fiscalité, en autorisant les perquisitions. En 1698, puis en 1705, de nouvelles taxes sur le sucre sont ajoutées. En 1705, le sucre roux est taxé à hauteur de 342 %, niveau jugé prohibitif. Résultat, la stagnation des importations anglaises de sucre entre 1699 et 1713, à 441 000 tonnes, alors qu'elles explosent en France.
Les colonies, soupçonnées d'être des foyers jacobites, sont surveillées par un « Bureau des plantations ». Un corps de douaniers professionnels et bien payés, la Commission of customs and excise, se met en place: il regroupe 5947 douaniers et contrôleurs fiscaux dès 1717. C'est entre 1689 et 1715 que l'administration britannique a connu sa plus forte croissance, en raison d'une explosion des dimensions de la "Navy", sous contrôle du Parlement, selon l'historien William J. Ashworth, auteur de Customs and excise.
Cette fiscalité inquiète le lobby colonial, qui brandit la menace de l'importation de sucre français. Le Massachusetts, où se sont développées des distilleries, importait par exemple 156 000 gallons de mélasse des Antilles britanniques en 1688, mais ce montant tombe à 72 000 gallons, deux fois moins, en 1716, année où le Massachusetts importe 105 000 galons de mélasse des Antilles françaises. Pour y remédier la parlement vote le Sugar and Molasses Act de 1733, qui taxe les mélasses de Saint-Domingue arrivant en Nouvelle-Angleterre, puis en 1764 par le Sugar Act, qui sera l'une des causes de la guerre d'indépendance américaine, au cours de laquelle les indépendantistes américains sont épaulés par l'aristocratie française de Saint-Domingue.
La Land Tax créée dès 1693, en pleine guerre de la Ligue d'Augsbourg, est une autre taxe, facile à calculer car proportionnelle aux superficies détenues par les propriétaires terriens, et politiquement avantageuse car elle affaiblit ces propriétaires, dont beaucoup avaient appuyé le pouvoir royaliste et ses soutiens en exil, les jacobites. Fixée à 4 shillings par livre (une livre valant 20 shillings) son montant augmente chaque année pour représenter 52 % de l'ensemble des recettes fiscales britanniques en 1696, avant de diminuer au cours des trois décennies pour revenir au niveau encore élevé de 30 % en 1730.

## La politique coloniale réorientée timidement vers l’Asie
En 1688, l’Angleterre est encore trois fois moins peuplée que la France. Ses colonies sont rares : Barbade, Jamaïque, Caroline (encore balbutiante) ou Maryland et Virginie encore peu peuplés, même si des plantations de tabac y ont fleuri depuis 1675. La présence en Afrique se limite à quelques forts de la Compagnie royale d'Afrique sur la côte. Le parlement de la Glorieuse Révolution se méfie de ces colonies qui avaient financé le pouvoir royaliste. Au Nord-Est des États-Unis, vivent des communautés de dissidents religieux, plus nombreux mais quasi-autonomes. La création en 1681 de la Pennsylvanie, porte d'entrée d'une nouvelle vague de minorités religieuses, est freinée par les droits accordés par le Bill of rights de 1689.
Le XVIIIe siècle voit les Anglais se lancer surtout à l’assaut du Pacifique et de l’océan Indien d'où ils chassent la puissante Compagnie néerlandaise des Indes orientales, pour développer, de vraies colonies, à partir de 1750 en Inde et au Pakistan, en Chine, en Océanie et en Australie et à partir de 1800 en Afrique du Sud et de l’Est. En Amérique du Nord, ils prennent en 1713 puis en 1764 et 1803 des terres aux Français (Canada et bassin du Mississippi), mais ne les peuplent qu’au XIXe siècle.

## Fuite des capitaux et «famine monétaire», deux énormes handicaps

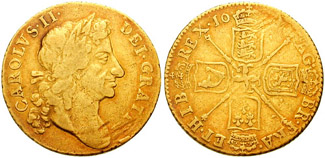
Guinée en or frappée sous Charles II d'Angleterre.

La crise monétaire anglaise des années 1690 causée par la guerre de la Ligue d'Augsbourg contre une France alors trois fois plus peuplée qu'elle, oblige à effectuer de gros paiements à l'étranger pour s'armer, selon l'historien Fernand Braudel. La guinée d'or bat en un an tous les records de hausse : de 22 shillings elle passe à 30 en juin 1695, tandis que la valeur du sterling « dégringole sur la place d'Amsterdam », alors carrefour de la finance mondiale, sur fond de multiplication rapide des pamphlets, car la liberté de la presse vient d'être instituée, qui affolent l'opinion publique. Les billets de banque émis par la Banque d'Angleterre, qui vient d'être créée, ou par des orfèvres, suscitent la défiance et on peut les obtenir avec des décotes de 11 % ou 12 % puis bientôt 40 %.
Deux points de vue s'opposent alors : le secrétaire au Trésor William Loundes milite pour une dévaluation de 20 % tandis que John Locke, l'un des penseurs de l'Ancien Régime, réclame au contraire activement l'immuabilité de la livre. C'est finalement ce dernier qui l'emporte au Parlement, qui vote dans la précipitation en janvier 1696 une énorme opération de refonte de la monnaie existante, pour un total de 7 millions de livres.
L'opération est d'autant plus coûteuse que l'histoire des mines d'argent témoigne d'un effondrement de la masse monétaire à la fin du XVIIe siècle, mesuré par la baisse de la production du Potosi bolivien, qui fournissait alors la plus grande partie de l'argent utilisé dans le monde, en particulier pour le commerce en Asie. La production d'argent du Potosi avait atteint 7 à 8 millions de pesos par an à la fin du XVIe siècle, décourageant les autres sources minières d'argent. Après avoir décliné progressivement à partir de 1605, elle stagne entre 1650 et 1680, puis décline franchement à partir de 1680, au moment où les trois expéditions pirates d'Henry Morgan ont découragé durablement le circuit monétaire de l'argent espagnol, à un bas niveau de deux millions de pesos par an jusqu'en 1730.

## La naissance du Lloyds of London et des assurances
La « Lloyds Coffee House » d'Edward Lloyd, fondée vers 1688, sur Tower Street à Londres, était d'abord une boutique où l'on faisait le commerce du café, très populaire auprès des marins, marchands et armateurs, à qui Lloyd fournissait des informations fiables quant aux expéditions. Les membres de l'industrie du commerce maritime y discutent très vite de contrats d'assurance.
Les compagnies maritimes commerciales souhaitant assurer leurs navires inscrivaient à la craie, sur un tableau noir, les informations relatives au bateau et à sa cargaison. Les individus disposant des fonds nécessaires pour assurer le risque écrivaient leur nom sous ces informations (littéralement « sous-écrivaient ») quand ils décidaient d'assurer le bateau, indiquant qu'ils l’avaient évalué et accepté. Cette façon de faire est à l'origine du mot « souscription », qui s'est perpétuée jusqu'à nos jours. Juste après Noël 1691, le coffee shop fut agrandi et déplacé sur Lombard Street.
L'assurance maritime existait depuis le Moyen Âge, en Italie, mais c'est au tout début du XVIIIe siècle que deux compagnies par actions, la London Company et la Royal exchange deviennent assureurs individuels. En 1706 est créée la Company of London insurers, qui assure non seulement les maisons, mais les marchandises. En 1714, est fondée The Union or Double hand fire office. On voit même se créer des assurances sur les mariages.

## Le nombre d’entreprises cotées multiplié par six en une décennie

La croix huguenote.

Dans Louis XIV et son temps (PUF, 1973), l'historien Robert Mandrou consacre trois chapitres à l'une des principales innovations de la Glorieuse Révolution dans le monde des affaires « l'essor des sociétés anonymes par action (joint stock compagnies) au détriment des compagnies à chartes détentrices d'un monopole concédé par l'État et contrôlé par lui. La préférence de la City va aux associations libres, constituées par les marchands sur des bases financières précises et soumises aux seules règles du marché londonien par l'intermédiaire de la cotation en Bourse. Dans la dernière décennie du siècle, ces sociétés se multiplient à tel point qu'en 1700, il s'en trouve 140 dûment recensées sur la place (il y en avait 24 en 1688). Leur prospérité draine les capitaux anglais et étrangers, en particulier hollandais ».
Le commerce des actions se concentre autour de City's Change Alley, dans deux cafés : Garraway's et Jonathan's Coffee-House. En 1697, le huguenot John Castaing, qui travaille dans les bureaux du Jonathan's Coffee-House, publie une liste de cours des actions intitulée « Le cours des échanges et autres choses ». Le Jonathan's Coffee-House sera renommé « London Stock Exchange » en 1773, après un déménagement. En mars 1801, quelques courtiers londoniens choisissent d’installer leur activité dans un nouveau bâtiment, à Capel Court. De son côté, la bourse de commerce reste très active dans les locaux du Royal Exchange, où les cours de 300 produits et marchandises sont régulièrement publiés.

## Le boom de la presse écrite

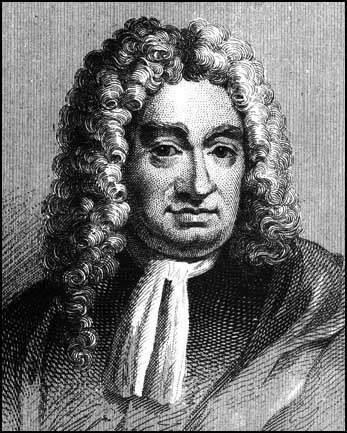
Le romancier et écrivain britannique Daniel Defoe.

De 1688 à 1692, on vit apparaître 26 publications nouvelles, le nouveau pouvoir ayant décidé de ne pas utiliser la loi sur l'autorisation préalable, qui expirait en 1692. Ensuite, on compte dix-huit publications régulières, qui profitent de l'apparition d'une scène littéraire et politique, avec des débats virulents entre deux partis, les whigs et les tories. Le Parlement levant des taxes, encourageant les innovations et jouant un rôle politique accru, les milieux d'affaires d'une City naissante sont les premiers lecteurs de cette presse largement tournée vers l'étranger.
John Tutchin créé The Observator et Nathaniel Crouch The English Post. Un ancien pasteur français, Jean de Fonvive, parvient à gagner 600 livres sterling par an, avec son Post Man, qui sort trois fois par semaine et acquiert une réputation de fiabilité grâce au réseau de la diaspora des Huguenots à travers le monde. On lui propose, pour salaire de 400 livres par an de prendre la fonction d'éditorialiste de la London Gazette. Un autre huguenot, Pierre-Antoine Motteux, fait paraître dès 1692 le Gentleman's magazine, tandis qu'Abel Boyer (1667-1729), le fils d'un consul protestant de Castres arrivé en 1689, édite le Post Boy.
Le premier numéro du Norwich Post paraît en 1701 marquant le début de la presse régionale britannique, dans la riche région lainière du Norfolk. Il dispute le rôle de premier quotidien de l'histoire au Daily Courant – qui sort le 11 mars 1702, publié par le libraire Edouard Mallet, dans une pièce au-dessus du White Hart pub à Fleet Street. Quarante jours plus tard, il le revend à l'imprimeur Samuel Buckley, qui l'agrandit. Le journal, qui compile des nouvelles de l'étranger, est lu avec avidité par les milieux d'affaires.
Les écrivains anglais contribuent aussi au développement de la presse: Daniel Defoe fonde, en 1704, le Weekly Review. Plus tard, devenu écrivain confirmé, il contribuera au Daily Post fondé en 1729. Jonathan Swift est, pour un bref moment, rédacteur en chef de l’Examiner fondé en 1710. C'est aussi l'époque de la création de périodiques prestigieux dont certains existent encore aujourd’hui, comme le Tatler et le Spectator, fondés respectivement en 1709 et 1711 par Richard Steele et Joseph Addison.

## Les aménagements de rivière sous l'autorité du parlement
L'historien Fernand Braudel a souligné le rôle complémentaire des voies navigables. Malgré l'absence de grands fleuves, l'Angleterre est dès 1830 le seul pays européen à bénéficier de 6 000 kilomètres de voies navigables, dont un tiers de rivières aménagées et un tiers de canaux. L’aménagement des rivières, effectuée dans un premier temps par l’État, permet de développer le cabotage et incite les entrepreneurs à les relier par un réseau de canaux, dont la construction est souvent financée à crédit. Les recherches de l'historien Tony Stuart Willan The English Coasting Trad) ont montré l'importance de la navigation fluviale aux XVIIe et XVIIIe siècles, et sa complémentarité avec le cabotage puis avec la circulation sur les canaux.
Les aménagements de rivière en Angleterre se font en rafale, vers 1698 puis dans les années 1720, certaines étant cependant placées sous le statut de public trust. Ces aménagements se font toujours sous l'autorité du Parlement qui vote une loi à chaque fois pour mettre fin aux querelles et privilèges locaux. La région des Midlands et le Lancashire, bastions des puritains, sont les principaux bénéficiaires et voient éclore de nombreuses petites industries. Les transports terrestres sont de plus financés par une loi de 1707, créant les Turnpike Trusts, organismes indépendants chargés de leur côté de collecter des commissions sur le trafic routier pour améliorer les routes.

## Des artisans qui déposent des brevets, importent du fer et exportent du textile vers l'Europe
Après la révocation de l’édit de Nantes, Dublin et Londres accueillent des dizaines de milliers de huguenots français, pour la plupart des artisans et commerçants, qui créent de toutes pièces des quartiers entiers. Ils apportent leur connaissance de la soie, de la joaillerie, du travail des métaux et des rubans et sont les fournisseurs de la plupart des grandes cours d'Europe. Le textile lainier représente en 1700 à lui seul 85 % des exportations de produits manufacturés de l'Angleterre, incluant en particulier les lainages fins et enrichis d'autres tissus fabriqués à Spitalfields, à l’est de Londres par les huguenots.
En volume, les exportations de 1700, malgré l'impact de la guerre, sont quasiment le double de leur niveau des années 1660. La croissance des exportations se fait essentiellement vers l'Europe, qui absorbe 85 % d'entre elles en 1700, malgré l'apparition timide d'un marché en Amérique du Nord (10 % des exportations anglaises).
Le nombre de forges a triplé en Angleterre en 25 ans entre la Glorieuse Révolution de 1688 et le traité d'Utrecht de 1713. Les premiers entrepreneurs de la fonte britannique ont profité de négociants dynamiques qui amènent en Angleterre 60 % des exportations de fer suédois, comme Graffin Prankard, un quaker de Bristol, investisseur dans la forge d'un autre quaker, Abraham Darby, qui importe des moules hollandais en 1704, dépose des brevets, réalise la première fonte au coke en 1709, et fond les pièces des premières pompes à vapeur pour les mines.
L'Angleterre dépose deux fois plus de brevets en 1690-1699 que dans chaque décennie de 1660 à 1690 et le Parlement multiplie les prix et les récompenses financières pour les ingénieurs et les inventeurs. Le 2 juillet 1698 est déposé le brevet de la machine à vapeur de l'ingénieur Thomas Savery (v. 1650-1715) pour le pompage de l’eau dans les mines de charbon, qui fait l'objet d'une publicité dans un journal et sera perfectionnée par l'association avec Thomas Newcomen en 1705, les pièces étant ensuite forgées par Abraham Darby.